# Giura Francone
Il Giura Francone (in tedesco Fränkische Alb o Frankenjura) è una catena montuosa che si trova nel land Baviera in Germania.
È la continuazione orientale del Giura Svevo, entrambi facenti parti del massiccio del Giura con le due catene separate dal cratere di Nördlingen.

## Arrampicata

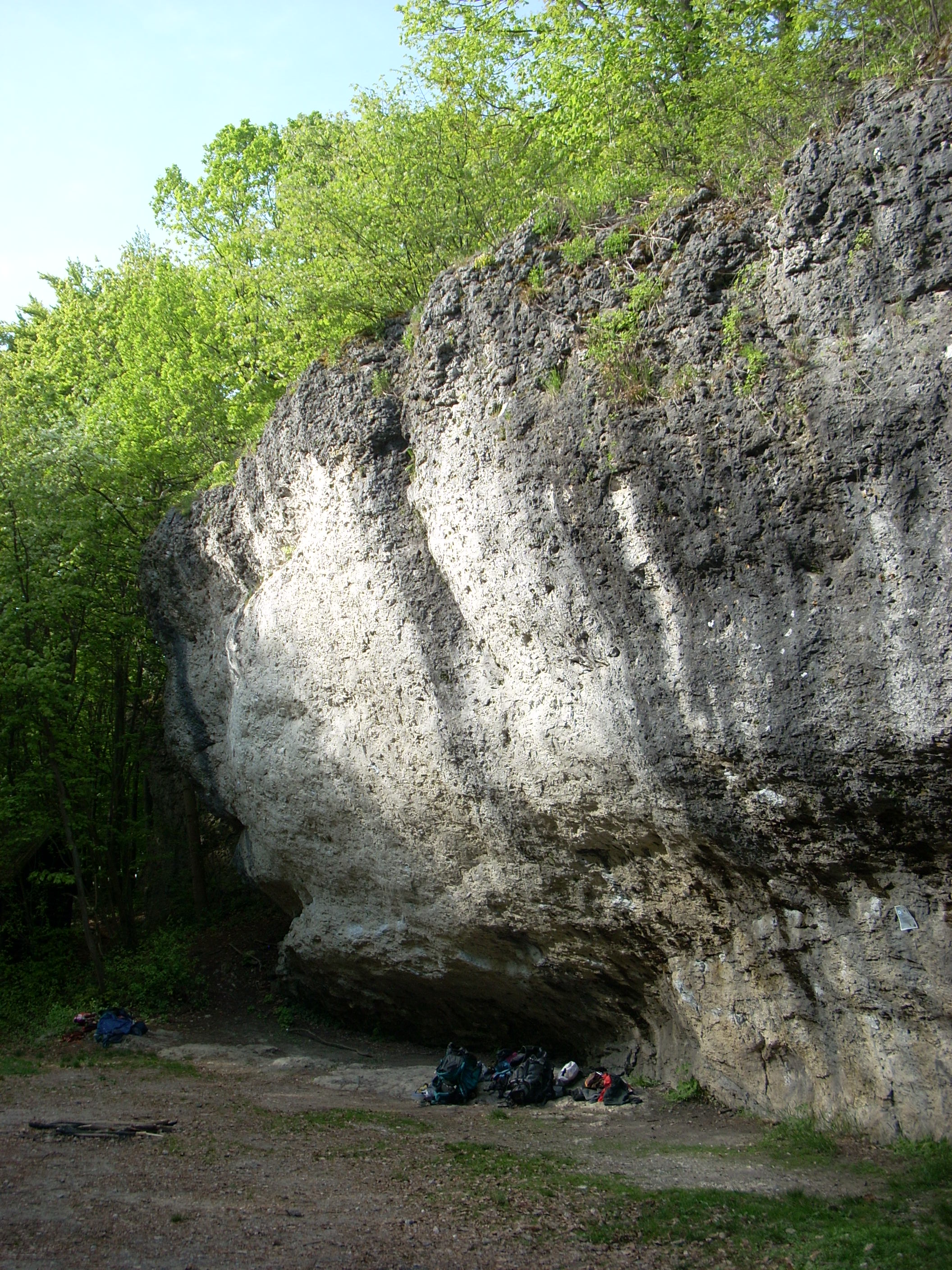
Una parete d'arrampicata in Frankenjura

Questa zona della Germania è un importante sito d'arrampicata che offre più di mille falesie. Su queste pareti si è scritta la storia dell'arrampicata: come il primo 8c Wallstreet nel 1987 e il primo 9a Action directe nel 1991, vie entrambe salite per la prima volta da Wolfgang Güllich.
Le vie recenti più difficili sono state tutte aperte dall'arrampicatore locale Markus Bock.

### Le vie
Le vie più difficili:
- 9a+/5.15a:
  - Corona - 1º ottobre 2006 - Markus Bock[1]
- 9a/5.14d:
  - The Elder Statesman - 18 giugno 2011 - Markus Bock[2]
  - Pantera - 2009 - Markus Bock[3]
  - Life's Blood For The Downtrodden - 13 settembre 2008 - Markus Bock
  - The Essential - 13 maggio 2008 - Markus Bock[4]
  - Matador - 20 ottobre 2007 - Markus Bock[5]
  - Zugzwang - 14 agosto 2007 - Markus Bock
  - Heiliger Gral - 2005 - Markus Bock
  - Unplugged - 2003 - Markus Bock
  - Action Directe - 1991 - Wolfgang Güllich